# Клеман Жугляр
Клема́н Жюгля́р (фр. Clément Juglar, (15 жовтня 1819, Париж, Франція — 28 лютого 1905, Париж, Франція) — французький лікар і статистик, перший виділив цикли Жюгляра.

## Життєпис
Клеман Жугляр народився 15 жовтня 1819 року в Парижі в сім'ї лікаря. Він пішов по стопах батька та отримав медичну освіту, а у 1846 році одержав ступінь доктора медичних наук і розпочав працювати лікарем.
Водночас його цікавила демографія та економіка. В 1848 році розпочав займатися питанням економічної кризи і по даній темі опублікував низку робіт.
До 1883 року Жугляр був професором кафедри статистики в Вільній школі політичних наук у Парижі.
У 1885 році заснував статистичне товариство, був членом і президентом французького Товариства соціальної Економіки, в 1892-1905 роках був обраним керівником секції політекономії, статистики та фінансів Академії моральних і політичних наук, членом і президентом Паризького товариства статистики, членом Паризького товариства політичної економіки, членом Королівського статистичного товариства (англ. Royal Statistical Society), членом Міжнародного статистичного інституту, членом Комітету праць з історії і науки, членом Вищої ради статистики, стояв біля витоків заснування L'Économiste français в 1862 році і був редактором Journal des économistes, співпрацював з журналом Journal de la Société de Statistique, з Nouveau dictionnaire d'économie politique і Dictionnaire des finances

## Внесок у науку
Книга Жугляра «Про торгові кризи і їх періодичні повторення у Франції, Англії та США» (1862) стала першим детальним дослідженням економічних циклів, в якому встановлена їх періодичність (близько 10 років), виділені фази (процвітання, криза, ліквідація) та проведено кількісний аналіз з використанням часових рядів цін, процентних ставок і інших показників. Гіпотеза Жугляра про хвилеподібні коливання банківського кредиту як фактори періодичних збоїв промисловості отримала розвиток в інвестиційних теоріях криз М. І. Туган-Барановського, представника німецької історичної школи А. Шпітгофа та інших економістів. За пропозицією Й. Шумпетера («Ділові цикли», 1939) середньострокові (7-11-річні) коливання економічної кон'юнктури були названі «циклами Жюглара».

## Нагороди
- 1860 — нагорода від Академії моральних і політичних наук за краще есе «Про торгові кризи і їх періодичні повторення у Франції, Англії та США»[4].